# Medalha Dennis J. Picard IEEE por Tecnologias e Aplicações do Radar
A Medalha Dennis J. Picard IEEE por Tecnologias e Aplicações do Radar (em inglês:  IEEE Dennis J. Picard Medal for Radar Technologies and Applications) é um prêmio concedido por realizações extraordinárias no avanço dos campos das tecnologias do radar e suas aplicações. Pode ser concedida a um indivíduo ou grupo de até três pessoas.
O Conselho de Administração do Instituto de Engenheiros Eletricistas e Eletrônicos (IEEE) estabeleceu o prêmio em 1999. Seu nome homenageia Dennis J. Picard, cuja vida inteira de trabalho na empresa Raytheon ajudou a tornar-lhe um líder em sistemas de mísseis táticos.
Os recipientes recebem uma madalha de ouro, uma réplica em bronze, um certificado e um honorário.

## Recipientes
- 2000: Merrill Skolnik
- 2001: Fritz Steudel
- 2002: David K. Barton
- 2003: William A. Skillman
- 2004: David Atlas
- 2005: William J. Caputi, Jr.
- 2006: Eli Brookner
- 2007: Russell K. Raney
- 2008: Yaakov Bar-Shalom
- 2009: Philip M. Woodward
- 2010: Alfonso Farina
- 2011: James Headrick[1]
- 2012: Karl Gerlach[2]
- 2013: Michael C. Wicks[3]
- 2014: Yury Abramovich[4]
- 2015: Marshall Greenspan[5]
- 2016: Nadav Levanon